# 24p
Ett digitalt filminspelningsformat som, till vissa delar, ersatt det traditionella 35-millimetersformatet. Egentligen är bilduppdateringsfrekvensen 25 Hz, men eftersom det klippta materialet laserprintas till 35-mm används bara 24 bilder per sekund, varav namnet. Den första svenska långfilm som spelades in i 24p var Hem ljuva hem av Dan Ying från 2001.